# Bogildo
Bogildo (koreanska: 보길도) är en ö i Sydkorea. Den ligger i provinsen Södra Jeolla, i den södra delen av landet, 400 km söder om huvudstaden Seoul. Arean är 32 kvadratkilometer. Öns högsta punkt är 433 meter över havet. Den sträcker sig 6,8 kilometer i nord-sydlig riktning, och 11,1 kilometer i öst-västlig riktning.   Ön ligger i sin helhet i socknen Bogil-myeon.